# Poecilia latipinna
Poecilia latipinna és un peix de la família dels pecílids i de l'ordre dels ciprinodontiformes originari de Nord-amèrica: des de Cap Fear (Carolina del Nord, Estats Units) fins a Veracruz (Mèxic). Introduït a molts països.
Els mascles poden assolir els 15 cm de longitud total i les femelles els 10.